# 나인 에어의 운항 노선
나인 에어는 다음과 같이 운항하고 있다.

## 운항 노선

### 동아시아
- 중화인민공화국
  - 광저우 - 광저우 바이윈 국제공항 허브
  - 구이양 - 구이양 롱동바오 국제공항
  - 난닝 - 난닝 우수 국제공항
  - 난징 - 난징 루커우 국제공항
  - 닝보 - 닝보 리서 국제공항
  - 다롄 - 다롄 저우수이쯔 국제공항
  - 싼야 - 싼야 피닉스 국제공항
  - 선양 - 선양 타오셴 국제공항
  - 시안 - 시안 셴양 국제공항
  - 우루무치 - 우루무치 디워푸 국제공항
  - 우시 - 순안 슈오팡 국제공항
  - 원저우 - 원저우 룽완 국제공항
  - 안순 - 안순 황궈수 공항
  - 창사 - 창사 황화 국제공항
  - 창춘 - 창춘 룽자 국제공항
  - 백두산 - 백두산 공항
  - 톈진 - 톈진 빈하이 국제공항
  - 하얼빈 - 하얼빈 타이핑 국제공항
  - 허페이 - 허페이 신차오 국제공항
  - 하이커우 - 하이커우 메이란 국제공항
  - 후허하오터 - 후허하오터 바이타 국제공항
  - 란저우 - 란저우 중촨 국제공항
  - 난창 - 난창 창베이 국제공항
  - 첸장 - 첸장 우링산 공항
  - 사오양 - 사오양 우강 공항
  - 우한 - 우한 톈허 국제공항
  - 징훙 - 시솽반나 가사 공항
  - 옌지 - 옌지 차오양촨 국제공항
  - 옌타이 - 옌타이 펑라이 국제공항
  - 정저우 - 정저우 신정 국제공항

### 동남아시아
- 미얀마
  - 만달레이 - 만달레이 국제공항
  - 양곤 - 양곤 국제공항
- 태국
  - 방콕 - 수완나품 공항